# Blackpink (EP)
Pour l’article homonyme, voir Blackpink.
Albums de Blackpink
Square Two
(2016) Square Up
(2018)
Blackpink (stylisé en majuscules) est le premier EP japonais du girl band sud-coréen Blackpink, publié par YGEX en numérique le 29 août 2017 et en physique le 30 août.
L'EP a directement débuté au sommet des classements quotidiens et hebdomadaires de l'Oricon, faisant de Blackpink le troisième artiste étranger depuis 2011 à se classer en tête avec sa première sortie.
Le 28 mars 2018, une réédition de l'EP appelée Re: Blackpink est sortie.

## Contexte et composition
Il a été rapporté en Mai 2017 que le groupe tiendrait son premier showcase japonais au Nippon Budokan le 20 juillet et qu'il sortirait son premier album le 9 août,. L'EP en japonaise est en fait une compilation des trois singles précédemment sortis en coréen : «Square One» (contenant "Boombayah" et "Whistle" ), "Square Two" (contenant "Playing with Fire" et "Stay" ) et "As If It's Your Last".
Le 13 juillet, une annonce officielle a été faite, dévoilant que le premier album japonais du groupe serait un extended play appelée Blackpink et qu'il sortirait le 30 août. Les détails ont été révélés, avec la liste des morceaux qui seront contenus dans l'album. Celui-ci existe en deux versions: CD + DVD, contenant les versions en japonais et en coréen des singles du groupe ainsi que cinq clips vidéo, et le CD uniquement, contenant seulement les chansons en japonais. Le clip de "Boombayah" en version japonaise est également sorti le même jour,.

## Promotion
Afin de promouvoir leurs débuts japonais, à la télévion et sur Internet, le groupe a sorti la version la version entière des clips vidéos en japonais, en commençant par "Playing with Fire"sur MTV Japan le 10 juillet 2017, "Whistle" sur Music On! TV le 10 juillet 2017, "Stay" sur GYAO! le 11 juillet 2017, "Boombayah" sur GYAO! le 13 juillet 2017, et enfin, la dernière chanson, "As If It's Your Last" sur AbemaTV (K World Channel) le 16 juillet 2017.
De plus, le groupe a mis en ligne des versions courtes de leurs singles en japonais sur YouTube, en commençant par «Boombayah» le 13 juillet, et a continué ainsi avec «Whistle» le 14, «Playing with Fire» le 15, «Stay» le 16 et "As If It's Your Last" le 17 juillet.
La version en japonais de "Boombayah" est sortie sur iTunes au Japon comme le single promotionnel de l'EP.

## Performance commerciale
Blackpink a fait ses débuts au sommet de l'Oricon Daily Album Chart le 29 août, avec 21 583 copies de leur album vendues en physiques le premier jour. L'EP est également resté au top du classement le deuxième jour, et aussi a débuté au sommet de l'Oricon Weekly Album Chart avec 39 100 exemplaires physiques vendus la première semaine. Blackpink est ainsi devenu le troisième artiste étranger à enregirster la première place sur le classement avec son premier album,. L'EP fut le quatrième album le plus vendus au Japon pour Août 2017, avec 39 100 exemplaires de vendus.
L'EP s'est également classé en tête du Billboard Japan's Hot Albums pour ses ventes combinées,.

## Liste des pistes
| 1. | "Boombayah" (Version japonaise)                   | Teddy, Bekuh Boom, Sunny Boy           | Teddy, Bekuh Bounce              | 4:01 |
| 2. | "Whistle" (Version japonaise)                     | Teddy, Bekuh Boom, B.I, Sunny Boy      | Teddy, Future Bounce, Bekuh Boom | 3:31 |
| 3. | "Playing with Fire" (Version japonaise)           | Teddy, Emyli                           | Teddy, R. Tee                    | 3:17 |
| 4. | "Stay" (Version japonaise)                        | Teddy, Emily                           | Teddy, Seo Wonjin                | 3:50 |
| 5. | "As If It's Your Last" (Version japonaise)        | Teddy, Brother Su, Choice37, Sunny Boy | Teddy, Future Bounce, Lydia Paek | 3:33 |
| 6. | "Whistle" (Version acoustique, version japonaise) | Teddy, Bekuh Boom, B.I, Sunny Boy      | Teddy, Future Bounce, Bekuh Boom | 3:32 |

| No  | Titre                                            | Paroles                     | Musique                         | Durée |
| --- | ------------------------------------------------ | --------------------------- | ------------------------------- | ----- |
| 7.  | "Boombayah" (version coréenne)                   | Teddy, Bekuh Boom           | Teddy, Bekuh Boom               | 4:01  |
| 8.  | "Whistle" (version coréenne)                     | Teddy, Bekuh Boom, B.I      | Teddy, Futur Bounce, Bekuh Boom | 3:31  |
| 9.  | "Playing with Fire" (version coréenne)           | Teddy                       | Teddy, R. Tee                   | 3:17  |
| 10. | "Stay" (version coréenne)                        | Teddy                       | Teddy, Seon Wonjin              | 3:50  |
| 11. | "As If It's Your Last" (version coréenne)        | Teddy, Brother Su, Choice37 | Teddy, Futur Bounce, Lydia Paek | 3:33  |
| 12. | "Whistle" (version acoustique, version coréenne) | Teddy, Bekuh Boom, B.I      | Teddy, Futur Bounce, Bekuh Boom | 3:32  |

| 1. | Boombayah (clip vidéo)            |  |
| 2. | Whistle (clip vidéo)              |  |
| 3. | Playing with Fire (clip vidéo)    |  |
| 4. | Stay (clip vidéo)                 |  |
| 5. | As If It's Your Last (clip vidéo) |  |
| 6. | Making video                      |  |

| No  | Titre                                                         | Durée |
| --- | ------------------------------------------------------------- | ----- |
| 1.  | Boombayah (clip vidéo)                                        |       |
| 2.  | Whistle (clip vidéo)                                          |       |
| 3.  | Playing with Fire (clip vidéo)                                |       |
| 4.  | Stay (clip vidéo)                                             |       |
| 5.  | As If It's Your Last (clip vidéo)                             |       |
| 6.  | Making Video                                                  |       |
| 7.  | Boombayah (Blackpink Premium Debut Showcase)                  |       |
| 8.  | Whistle (Blackpink Premium Debut Showcase)                    |       |
| 9.  | Playing with Fire (Blackpink Premium Debut Showcase)          |       |
| 10. | Stay (Blackpink Premium Debut Showcase)                       |       |
| 11. | As If It's Your Last (Blackpink Premium Debut Showcase)       |       |
| 12. | Boombayah (vers. coréenne ; Blackpink Premium Debut Showcase) |       |
| 13. | Special interview + jacket shooting making                    |       |
| 14. | Boombayah (A-nation 2017)                                     |       |
| 15. | As If It's Your Last (A-nation 2017)                          |       |

## Graphiques
| Classement (2017)          | Position |
| -------------------------- | -------- |
| Albums japonais ( Oricon ) | 1        |

## Historique des versions
| Région | Date         | Format                   | Label               |
| ------ | ------------ | ------------------------ | ------------------- |
| Divers | 29 août 2017 | Téléchargement numérique | Divertissement Avex |
| Japon  | 30 août 2017 | CD, CD + DVD             | YGEX                |
| Japon  | 28 mars 2018 | CD, CD + DVD             | YGEX                |